# Jawad Williams
Jawad Hason Williams (Lakewood, Ohio, 19 de febrero de 1983) es un exjugador de baloncesto estadounidense que actualmente ejerce como entrenador asistente en los Sacramento Kings de la NBA. Con 2,06 metros de estatura, jugaba en la posición de ala-pívot.

## Trayectoria deportiva

### Universidad
Tras disputar en 2001 el prestigioso McDonald's All-American Game, jugó durante cuatro temporadas con los Tar Heels de la Universidad de Carolina del Norte en Chapel Hill, en las que promedió 12,1 puntos, 4,8 rebotes y 1,5 asistencias por partido. En su primera temporada fue incluido en el mejor quinteto de novatos de la Atlantic Coast Conference, tras promediar 9,8 puntos y 4,2 rebotes por partido.
En 2005 ganó con su equipo el Torneo de la NCAA, tras derrotar en la final a Illinois por 75-70, con 9 puntos y 5 rebotes de Williams. Esa temporada fue incluido en el tercer mejor quinteto de la conferencia.

### Profesional
Tras no ser elegido en el Draft de la NBA de 2005, fichó por el Alta Gestión Fuenlabrada de la liga ACB, sustituyendo por bajo rendimiento a Norman Nolan. En el equipo madrileño jugó 19 partidos, en los que promedió 5,2 puntos y 2,3 rebotes.
Al año siguiente jugó 4 partidos con los Fayetteville Patriots de la NBA D-League, en los que promedió 14,0 puntos y 5,0 rebotes. En 2006, tras jugar la pretemporada con Los Angeles Clippers, es elegido en la primera ronda del draft de la NBA--League por los Anaheim Arsenal, donde acaba la temporada como máximo anotador del equipo, con 19,2 puntos por partido, siendo elegido en el segundo mejor quinteto de la liga.
En 2007 se marcha a jugar a la liga japonesa, al Rera Kamuy Hokkaido, donde en su ùnica temporada promedia 24,7 puntos y 7,1 rebotes por partido, jugando posteriormente 10 partidos con el Hapoel Galil Elyon de la liga israelí, en los que promedió 9,8 puntos.
Al año siguiente regresa a su país, fichando por los Rio Grande Valley Vipers de la NBA D-League, donde se convierte en la estrella del equipo, prommediando 25,7 puntos y 4,2 rebotes por partido, siendo reclamado por los Cleveland Cavaliers el primero de los cinco contratos que firmaría con el equipo. Debuta en un partido ante los Sixers consiguiendo dos puntos, convirtiéndose en el sexto jugador de los Tar Heels campeones de la NCAA en 2005 en debutar en la NBA, tras Rashad McCants, Sean May, Raymond Felton, Marvin Williams y David Noel. Esa temporada disputa 10 partidos en los que promedia 1,2 puntos.
Al año siguiente disùta la temporada completa con los Cavs, promediando 4,1 puntos y 1,5 rebotes por partido. En diciembre de 2010 es despedido, marchándose dos meses después de nuevo a la liga israelí, para jugar con el Hapoel Jerusalem. En 2011 ficha por el Paris-Levallois Basket,.
En la temporada 2015/16 es uno de los artífices de la clasificación del Royal Hall Gaziantep para playoffs. Tiene unos promedios de 12.4 puntos, 5.1 rebotes y 1.7 asistencias por encuentro.
Comienza la temporada 2016/17 en las filas del AEK Atenas, donde jugaría toda la primera vuelta hasta el mes de febrero de 2017, realizando unos promedios de 8.9 puntos por partido en 22.8 minutos de media. Al salir de Grecia, se compromete por el Grissin Bon italiano hasta el final de la temporada.
[actualizar]

## Estadísticas de su carrera en la NBA

### Temporada regular
| Año     | Equipo    | PJ | PT | MPP  | %TC  | %3P  | %TL  | RPP | APP | ROB | TPP | PPP |
| ------- | --------- | -- | -- | ---- | ---- | ---- | ---- | --- | --- | --- | --- | --- |
| 2008–09 | Cleveland | 10 | 0  | 2.0  | .417 | .333 | .000 | .2  | .0  | .1  | .0  | 1.2 |
| 2009–10 | Cleveland | 54 | 6  | 13.7 | .393 | .323 | .711 | 1.5 | .6  | .2  | .1  | 4.1 |
| 2010–11 | Cleveland | 26 | 1  | 15.0 | .325 | .289 | .750 | 1.8 | .8  | .4  | .1  | 4.0 |
| Total   | Total     | 90 | 7  | 12.8 | .369 | .313 | .719 | 1.5 | .6  | .2  | .1  | 3.8 |

### Playoffs
| Año     | Equipo    | PJ | PT | MPP | %TC  | %3P  | %TL  | RPP | APP | ROB | TPP | PPP |
| ------- | --------- | -- | -- | --- | ---- | ---- | ---- | --- | --- | --- | --- | --- |
| 2009–10 | Cleveland | 3  | 0  | 1.3 | .000 | .000 | .000 | .0  | .0  | .0  | .0  | 0   |
| Total   | Total     | 3  | 0  | 1.3 | .000 | .000 | .000 | .0  | .0  | .0  | .0  | 0   |